# Produit domestique
Le produit domestique d'état (SDP pour State Domestic Product) est la valeur totale des biens et des services produits au cours d'un exercice financier dans les limites géographiques d'une province ou d'un état. Appelé également « revenu d'État », le SDP est toujours calculé ou estimé en termes monétaires et permet l'évaluation du revenu par habitant.
Le sens d'État ici se rapporte à une province au sein d'un État politique comme l'État américain du Texas ou l'État indien du Karnataka et non pas à l'entité politique et géographique générale qu'est par exemple l'État français. 
Alors que le PIB donne une bonne évaluation économique de l'État entier, le SDP fournit des détails économiques plus détaillés au sujet des États (provinces), et donne une évaluation plus précise du revenu par habitant qui est normalement calculé en divisant le PIB par le nombre d'habitants de la province.
Le SDP en tant qu'indicateur économique n'est principalement employé qu'en Inde.